# Miejski Stadion Piłkarski Raków
Das Miejski Stadion Piłkarski Raków (kurz: MSP „Raków“, voller Name: Miejski Stadion Piłkarski Raków w Częstochowie, deutsch Städtisches Fußballstadion Raków in Tschenstochau, durch Namenssponsoring offiziell Zondacrypto Arena) ist ein Fußballstadion im Stadtteil Raków der polnischen Stadt Częstochowa, Woiwodschaft Schlesien, im Südosten der Stadt. Es ist die Heimspielstätte des 1921 gegründeten Fußballvereins Raków Częstochowa, der in der Saison 2022/23 seinen ersten Meistertitel in der höchsten Spielklasse, der Ekstraklasa, feiern konnte. Betrieben wird die Sportstätte vom Miejskiego Ośrodka Sportu i Rekreacji Częstochowa (deutsch Städtisches Sport- und Freizeitzentrum Tschenstochau, kurz: MOSiR Częstochowa).

## Geschichte

### Altes Stadion
Der ursprüngliche Stadionbau mit Leichtathletikanlage entstand Anfang bis Mitte der 1950er Jahre. Am 22. Juli (dem damaligen Unabhängigkeitstag Polens) 1955 wurde die Anlage eingeweiht. Sie besaß, vor dem Umbau der Steh- in Sitzplätze in den 2020er Jahren, 8000 Plätze für die Zuschauer, davon 2064 Sitzplätze, 104 V.I.P.-Sitze und 240 Plätze für die Gästefans. 2005 drängten sich etwa 10.000 Besucher zum Play-off-Spiel um den Aufstieg in die viertklassige 3. Fußball-Liga im gefüllten Stadionrund. Obwohl als Fußball- und Leichtathletikstätte konzipiert, diente es hauptsächlich dem Fußballsport. In den späteren Jahren erinnerte nur noch die ovale Form mit den Kurven im Norden und Süden (Gästebereich mit 240 Plätzen) an die Leichtathletiknutzung. Um den Anforderungen der Liga zu entsprechen, wurden die Stehplätze in Sitzplätze umgebaut, wodurch die Kapazität drastisch sank. Weitere Arbeiten wie Überdachung der Haupttribüne folgten. 2018 wurde eine Flutlichtanlage mit 1600 Lux Beleuchtungsstärke installiert.

### Neues Stadion
Ab Mitte der 2010er Jahre begann der sportliche Aufstieg von Raków Częstochowa. Seit der Saison 2019/20 spielt der Club erstklassig. Mit dem Aufstieg in die Ekstraklasa stiegen auch die Anforderungen an das Miejski Stadion und der Druck auf die Stadt, das alte Stadion in eine moderne, den Standards der höchsten Liga angepasste, Fußballarena umzubauen. Im Juli 2019 begann die Ausschreibung, doch für das geplante Budget gab es keine Angebote. Im Januar 2020 folgte eine weitere Ausschreibung, die erfolgreich war. Durch Einsprüche und die COVID-19-Pandemie konnte der Vertrag erst am 21. Juli 2020 mit dem Bauunternehmen InterHall Sp. z o.o. als Generalunternehmer offiziell unterzeichnet werden. Am 24. Juli des Jahres begannen die Abrissarbeiten am alten Stadion. InterHall hatte sich dazu verpflichtet, den Umbau in acht Monaten umzusetzen. Dies gelang nicht und erst im August 2021 waren drei Ränge zur Nutzung freigegeben. Die vierte Tribüne, der Gästebereich, konnte erst im Februar 2022 in Betrieb genommen werden. Die erste Partie wurde am 23. April 2021, neun Monate nach Baubeginn, ausgetragen. Zu dieser Zeit war nur die Westtribüne fertiggestellt. Unter Auflagen genehmigte der polnische Verband Polski Związek Piłki Nożnej (PZPN) ein Spiel gegen Śląsk Wrocław (2:0) auszutragen. Das Miejski Stadion Piłkarski Raków verfügt seit der Fertigstellung über vier mobile Stahlrohr-Tribünen mit 5500 Plätzen. Die Haupttribüne im Westen bietet 1056 Sitzplätze und ist überdacht. Auf der Gegenseite im Osten stehen 3000 Sitzplätze unter freiem Himmel zur Verfügung. Im Norden finden die Gästefans 300 unüberdachte Sitzplätze. An der Südseite befinden sich weitere 1200 Sitzplätze unter freiem Himmel. Die Flutlichtanlage ist auf vier Masten in den Stadionecken verteilt. Die Einrichtungen des Stadions befinden sich in einem separaten Gebäude. Der Umbau kostete 17,5 Mio. Złoty (rund 3,88 Mio. Euro).
Am 11. Mai 2023 sagte der polnische Ministerpräsident Mateusz Morawiecki 40 Mio. Złoty (rund 8,86 Mio. Euro) an staatlicher Unterstützung zur weiteren Modernisierung des städtischen Stadions zu. Die restlichen Mittel kommen von der Stadt als Eigentümerin des Stadions. In der gegenwärtigen Verfassung dürften keine Partien über die dritte Qualifikationsrunde der UEFA Champions League und die Qualifikationsrunden anderer UEFA-Klubwettbewerbe hinaus ausgetragen werden. Zurzeit muss Raków Częstochowa eine andere Spielstätte für diese Partien außerhalb von Częstochowa finden. Nach vorläufigen Schätzungen und Berechnungen soll die weitere Modernisierung und Ausbau insgesamt zwischen 60 und 70 Mio. Złoty kosten. Der Club strebt 15.000 Zuschauerplätze an. Man will in kürzester Zeit die Anlage an die UEFA-Stadionkategorie 4 anpassen. Die Stadt bereitet zurzeit die zweite Phase, mit dem Wiederaufbau der Infrastruktur rund um das Stadion, vor. Dafür erhielt man vom polnischen Sportministerium neun Mio. Złoty (rund zwei Mio. Euro). Der Eigenanteil der Stadt liegt bei etwa sieben Mio. Złoty (rund 1,5 Mio. Euro). Momentan führen die Stadt und der Verein Gespräche, befinden sich aber noch in der Konzeptphase. Wenn dies geklärt ist, kann mit dem Entwurf begonnen werden. Darüber hinaus muss die Finanzierung und der Umfang der Arbeiten geklärt werden. Im September 2024 wurde ein Standort für einen Stadionneubau mit 15.000 Plätzen gefunden. Das Elanex-Gelände, auf dem bis 2003 in einem Komplex der Textilindustrie gearbeitet wurde, setzte sich u. a. gegen das jetzige Stadion und das Speedwaystadion Arena Częstochowa durch.
Im Mai 2025 wurde die in Polen gegründete Kryptowährungsbörse Zondacrypto neuer Namenssponsor der Heimspielstätte von Raków Częstochowa. Sie trägt den Namen Zondacrypto Arena. Der Vertrag läuft zunächst über drei Jahre zum Ende der Saison 2028/29. Im Januar des Jahres wurde Zondacrypto Namenssponsor der Eissporthalle des HC Davos, die jetzt den selben Namen trägt.

## Veranstaltungen

### UEFA-Juniorenturnier 1978
Beim UEFA-Juniorenturnier, dem Vorläuferwettbewerb der U-18-Fußball-Europameisterschaft, im Jahr 1978, wurden fünf Spiele der Gruppe B im MSP „Raków“ ausgetragen.
- 05. Mai 1978:  Sowjetunion –  Griechenland 4:0
- 05. Mai 1978:  Niederlande –  Norwegen 1:0
- 07. Mai 1978:  Niederlande –  Griechenland 2:2
- 09. Mai 1978:  Sowjetunion –  Niederlande 2:0
- 09. Mai 1978:  Norwegen –  Griechenland 2:1

### Polnischer Fußballpokal
Zwei Mal war das Stadion Austragungsort einer Halbfinalpartie im polnischen Fußballpokal.
- 2018/19, 10. Apr. 2019: Raków Częstochowa – Lechia Gdańsk 0:1 (4820 Zuschauer)[9]
- 2021/22, 06. Apr. 2022: Raków Częstochowa – Legia Warschau 1:0 (5500 Zuschauer)[10]

### Europapokal
In der Spielzeit 2022/23 trat Raków Częstochowa zu Heimspielen der Qualifikation der UEFA Europa Conference League im MSP „Raków“ an. 2021/22 musste der Verein noch in das Stadion Miejski in Bielsko-Biała ausweichen. 
- 21. Juli 2022, 2. Qualifikationsrunde:  Raków Częstochowa –  FK Astana 5:0 (5324 Zuschauer, Rückspiel 1:0)[11]
- 11. Aug. 2022, 3. Qualifikationsrunde:  Raków Częstochowa –  Spartak Trnava 1:0 (5434 Zuschauer, Hinspiel 2:0)[12]
- 18. Aug. 2022, Play-off:  Raków Częstochowa –  Slavia Prag 2:1 (5500 Zuschauer, Rückspiel 0:2 n. V.)[13]

## Galerie

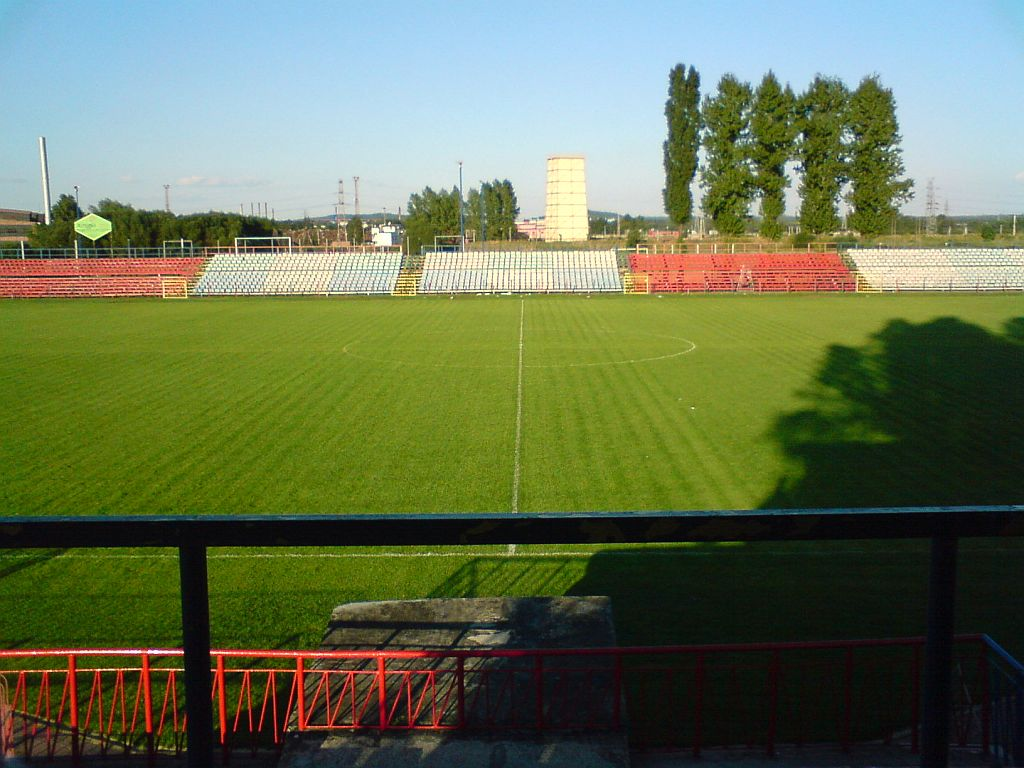
Blick auf die Gegentribüne im Juli 2008
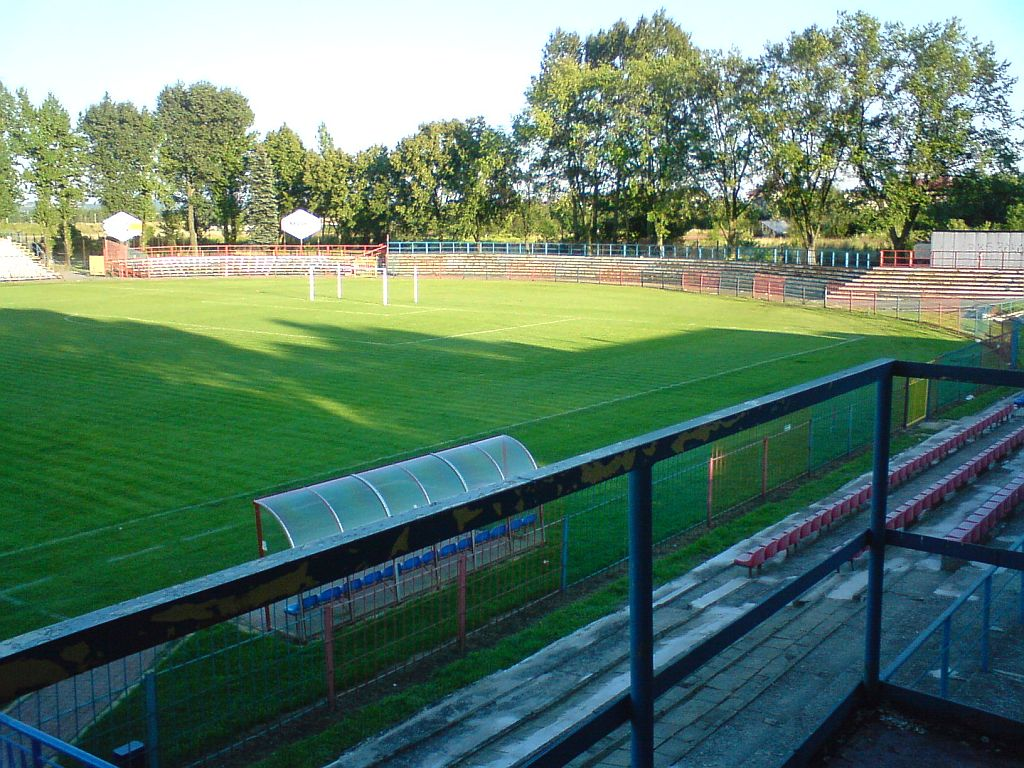
Blick auf die Südkurve im Juli 2008
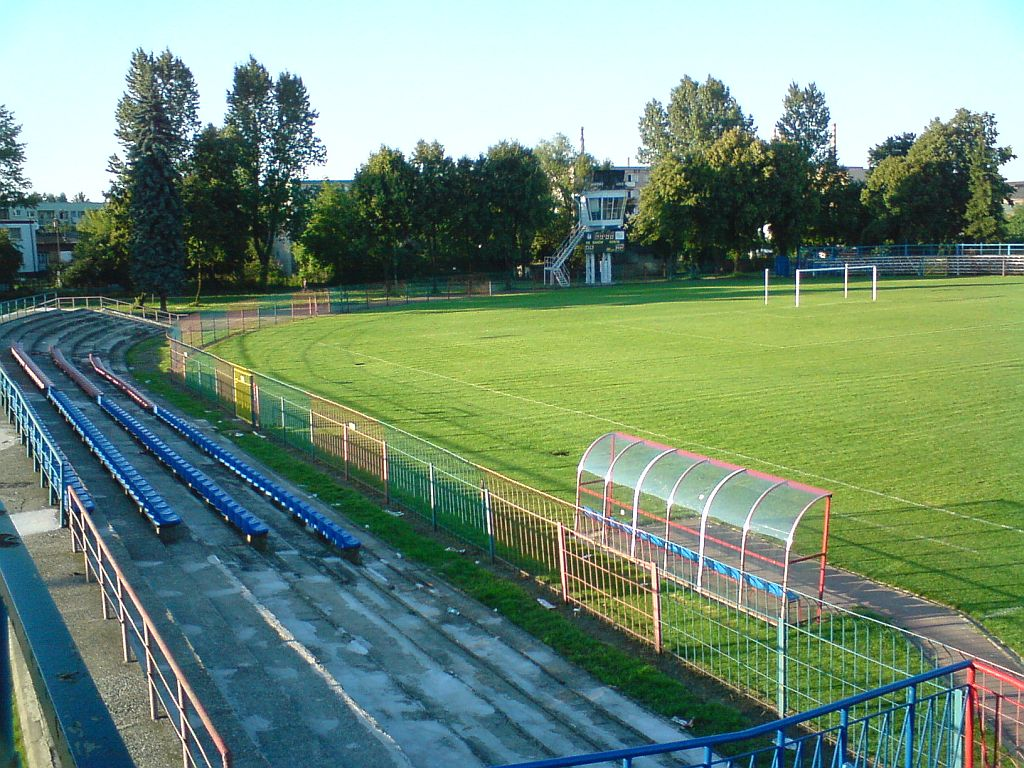
Blick auf die Nordkurve im Juli 2008
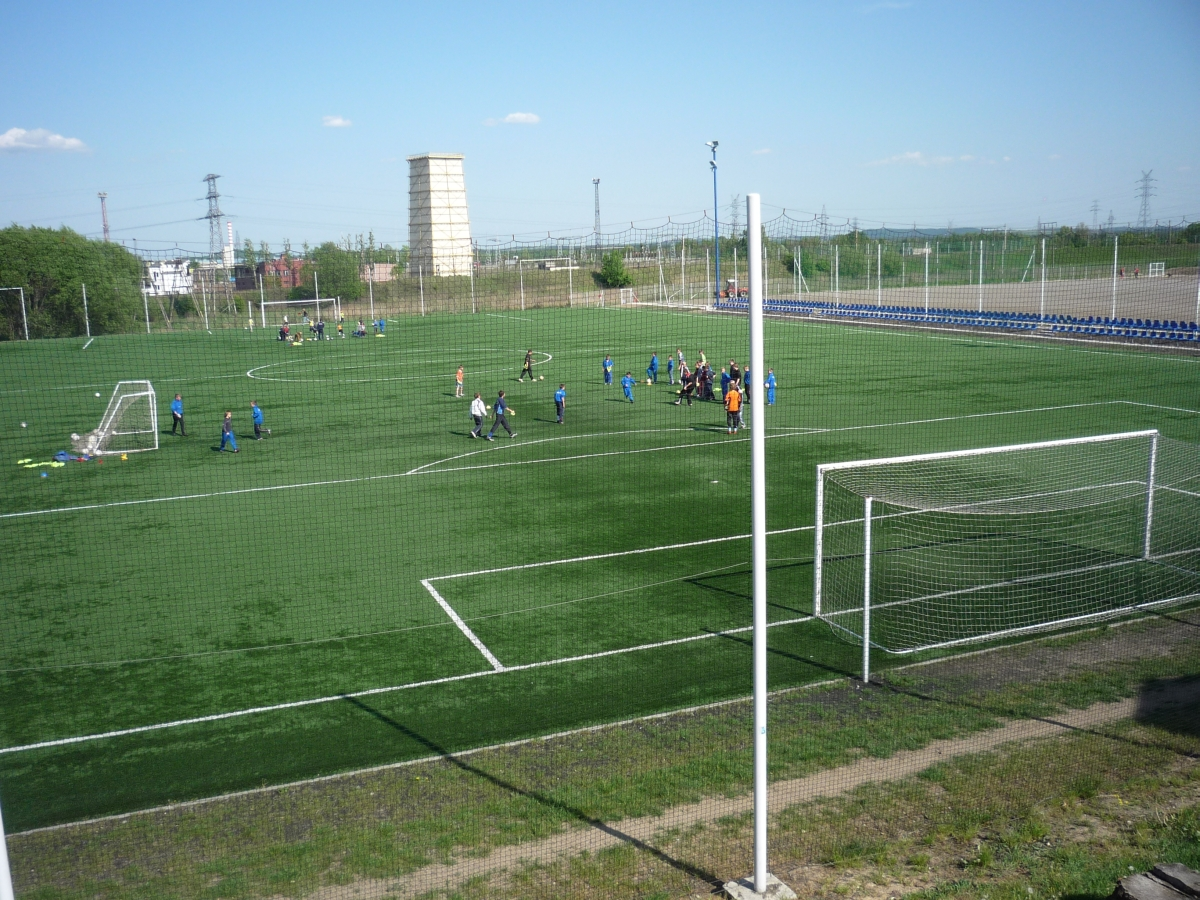
Trainingsplatz mit Kunstrasen neben dem Stadion (Oktober 2010)